# Grotte des Sept Salles
La grotte des Sept Salles est une grotte située sur le territoire de la commune de Pierre-la-Treiche, en rive droite de la Moselle. C'est la troisième plus grande cavité naturelle du département de Meurthe-et-Moselle pour ce qui est du développement connu.
Cette grotte faisait partie initialement d'un endokarst situé sous le fond de la vallée de la Moselle ; cet endokarst a été recoupé lorsque la rivière s'est encaissée. Avant sa capture par la Meurthe, la Moselle a participé à la création et à l'élargissement de l'ensemble des grottes puis à leur comblement avec ses alluvions.

## Historique
Christian Chambosse découvre cette cavité le 31 mars 1937. Il remarque des traces de passage qui prouvent que des inconnus ont exploré la première Salle. Il baptise la grotte après avoir exploré et parcouru sept vastes salles.
À partir de la fin des années 1940 les explorations deviennent plus systématiques. Elles débutent avec les membres du Clan des Montenlairs (groupe des Éclaireurs de France : Robert Chevallereau, Jean Colin, Henry Dégoutin et Claude Étienne), qui découvrent toute la « partie gauche » (Boyau Supérieur et Galeries Supérieures) appelée depuis « ancien réseau ». 
Michel Louis (°1937 - †2001), accompagné tout d'abord par les membres de l'équipe spéléo du Foyer rural de Choloy puis par ceux du Cercle lorrain de recherche spéléologique (C.L.R.S., Nancy), découvre dans les années 1970-1980, la « partie droite » (Nouvelle Salle, salle Pourrie, salle des 3 Blaireaux, salle des Dents de Cochon, galerie des Géodes, galerie Nord, la Barrière, fracture des Dingues, Les Lombrics) appelée aussi « nouveau réseau » et ouvre la deuxième entrée. 
Afin de faciliter l'accès à l'ancien réseau pour les travaux au fond des galeries, l'USAN creuse une troisième entrée en 1996. C'est un puits de 6 m de profondeur allant de l'extérieur à la Galerie Supérieure et appelé le puits Chouchen,. 
Entre juillet 2009 et septembre 2010 un ou plusieurs inconnus abattent la Barrière et purgent le plafond de la salle d'Effondrement rendant inaccessibles la galerie des Lombrics.

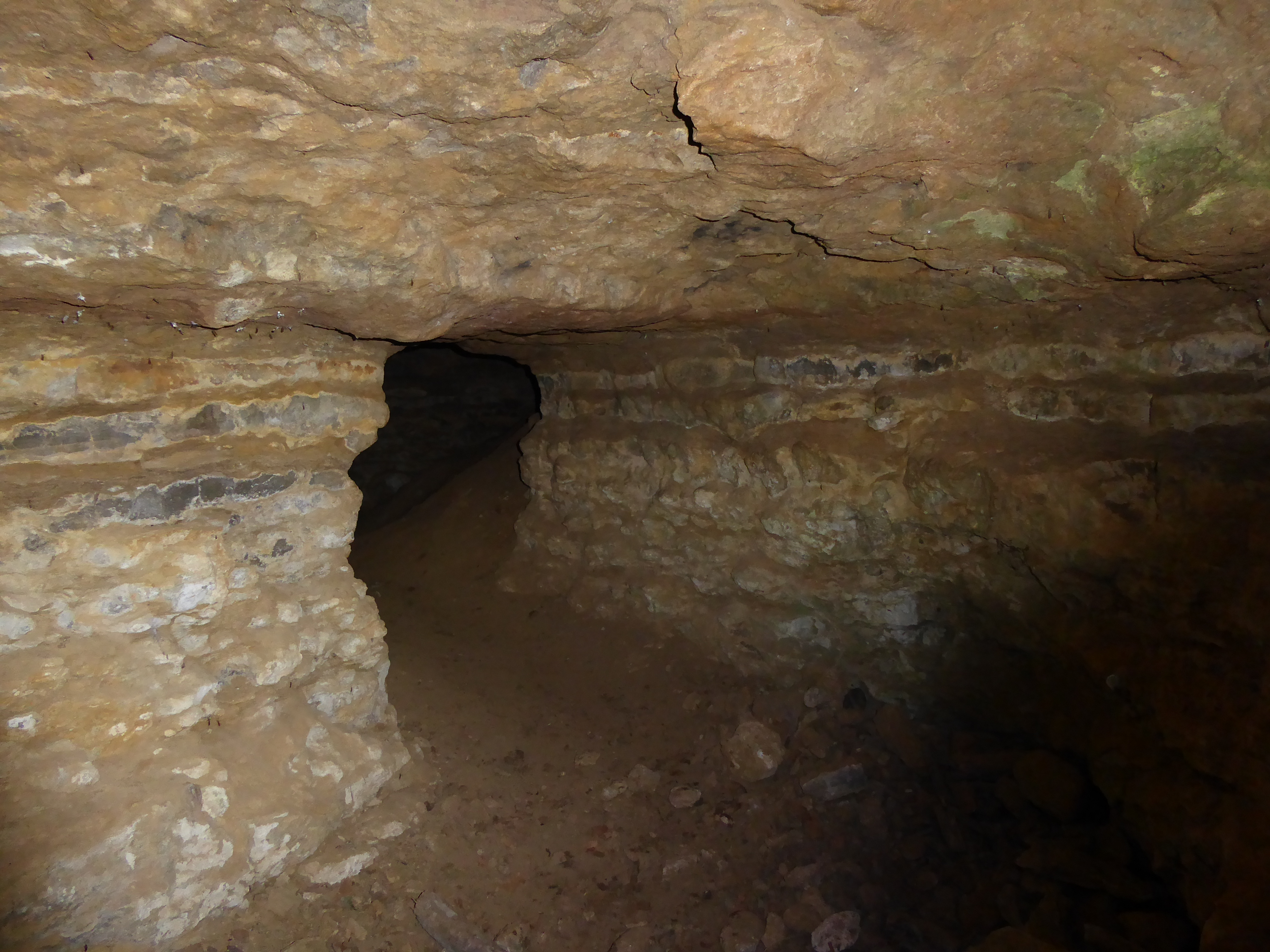
Début de galerie de la grotte des Sept Salles.

## Classement spéléologique
L'ensemble de la cavité est de classe 1, à l'exception de quelques parties (entrée 3 « puits Chouchen ») de classe 2.

## Faune
Les entrées de la grotte abritent une faune troglophile comprenant notamment l'araignée Meta menardi.